# Fréderic Paul
 (septembre 2023).
Fréderic Paul, né en 1959, est un critique d’art, docteur en histoire de l’art, ex-directeur de la Frac Limousin et du Domaine de Kerguéhennec. Depuis 2023, il est conservateur en art contemporain au MNAM-CCI /Centre Georges-Pompidou.

## Biographie
Fréderic Paul est né en 1959 en France. Interviewé sur France culture, il se livre sur son goût pour l'art contemporain, par lequel il a toujours été attiré. Il décrit notamment sa chambre d'adolescent dans laquelle était affiché le poster d'une reproduction du senecio de Paul Klee. Lors de sa découverte du monde artistique, Fréderic Paul explique avoir été plus tard bouleversé par la lecture d'un essai réalisé par Arnold Schönberg Le style et l'idée, qui lui ouvre une porte sur le processus de création.

### Son parcours
Après avoir suivi un cursus en histoire de l'art jusqu'au un doctorat, Fréderic Paul multiplie les expériences professionnelles. Il devient directeur de la Frac Limousin, puis directeur du Domaine de Kerguehennec pendant dix ans. En 2010, il préfère se tourner vers la publication de livres et une activité de commissaire d'exposition indépendant. On peut le retrouver sur l'exposition de Guy De Cointet (février-mars 2011), puis sur l'exposition de Beatriz Milhaez, ainsi que de nombreuses autres,. Par la suite, il prend ses fonctions comme conservateur d'art au Centre Pompidou. Il aura l'honneur de coordonner le quarantenaire du Centre Pompidou. En parallèle, il publie de nombreuses critiques d'art ainsi que des écrits sur divers artistes comme Giuseppe Poenone. Il contribue également activement au cahier du musée national d'art moderne.

### Ouvrages
- Guy de Cointet, Paris, Flammarion, 2014[7].
- Giuseppe Penone archéologie, Arles, Actes Sud, 2014[8].
- (en) Beyond Context : The Work of Atelier Arcau Architects, Shenzhen : Oscar Riera Ojeda ; Londres : Thames & Hudson, 2014.
- Claude Closky, Paris : Hazan, 1999[9].
- Le Plus grand espace, Paris : Maeght, 1994.

### Direction d'ouvrage
- Shirley Jaffe, New York : ER Publishing, 2021. (Transatlantique).
- Beatriz Milhazes : Snow in the Tropics, Milan : Electa, 2012.

### Participation à des ouvrages collectifs
- "La Bibliothèque de l'instituteur : Duprat, l'archéologie et la macération", in Hubert Duprat : les écrits restent 1986-2019, Paris : Éditions MF, 2020. p. 177-201. [Reprise du texte publié en 2000].
- "Carte postale prise et déprise d’Alban Berg à Allen Ruppersberg", in L’Image déjà là : usages de l’objet trouvé, photographie et cinéma, Paris : Le Bal ; Marseille : Images en manœuvres, 2011. p.94-115, (Les Carnets du bal).
- "Une Chose après l’autre, l’une à côté de l’autre", in L’Art comme expérience : Shirley Jaffe et pratiques contemporaines, Montreuil-sous-Bois : Lienart, 2010. p.92-105, (Beautés).
- "Jonathan Monk", in L’Or dans l’art contemporain, Paris : Flammarion, 2010. p.202.
- "Quatre films d’Isabell Heimerdinger", in Isabell Heimerdinger : Four Films, True stories, Zurich : JRP/Ringier, 2008.
- "Les FRAC, collections publiques ?", in L’Engagement : actes du symposium de l’Association internationale des critiques d’art, Rennes : Presses universitaires, 2002. p.97-100.
- [Préface et entretien], in Portraits de Vulliez, Limoges : Ed. FACLIM, 1991.
- "Roger Vulliez : silence et transparence", in Bords de Vienne, Limoges : Ed. Souny-Aubéron, 1990. 6p.

### Catalogues
- "Tout à coup = All at once", in Catalogue Barbara Probst : The moment in space, Paris : Le Bal ; Stuttgart : Hartmann Books, 2019. p.1-11. [fre/eng].
- "Ses désirs sont des ordres", in Catalogue Dorothy Iannone : toujours de l’audace !, Paris : Manuella : Ed. du Centre Pompidou, 2019. 12 p. [Dir. de publ. Commissaire].
- "Homme à tout faire et propre à rien, le silence de Robert Walser est surestimé", in Catalogue Robert Walser : Grosse kleine Welt = Grand petit monde, Paris : Beaux-Arts de Paris éditions, 2019. p.107-125.
- [Texte], in Catalogue Camila Oliveira-Fairclough : Aktypi, Paris : Galerie Emmanuel Hervé, 2014. [Texte en ligne].
- "Quand Matisse souriait", in Catalogue Public Doors & Windows, Le Cateau Cambrésis : Musée Matisse, 2014.
- "Giuseppe Penone, de la forêt du bois au bosquet du parc", in Catalogue Penone Versailles, Paris : Réunion des Musées Nationaux, 2013. p.107-118.
- "What happened to the seven-coloured tanager or the problem of life (5 days in Hamburg)", in Catalogue Jochen Lempert : Phenotype, Cologne : Walther König, 2013. [eng].
- "Steven Pippin, Du bon usage de l’entonnoir ", in Catalogue Sky to sky, l’observatoire des regards, Tarbes : Ecole supérieure d’art des Pyrénées, 2013.
- "Beatriz in Spirals or Straight Lines", in Catalogue Beatriz Milhazes, Meu Bem, Sao Paulo : Base 7 ; Rio de Janeiro : Paço Imperial ; Curitiba : Museu Oscar Niemeyer, 2013. [Dir. de publ. eng.].
- [Entretien], in Catalogue Barbara Probst, Ostfildern : Hatje Cantz, 2013. [eng].
- "Seigneur & Seigneur associés ou Comment construire un immeuble invisible ?", in Catalogue François Seigneur : fragment de monographie provisoire n°2, Paris : Six Elzévir, 2012.
- "Beatriz Milhazes or the Advantages of Never Leaving the Labyrinth in Painting", in Catalogue Panamericano, Beatriz Milhazes: Paintings 1999-2012, Buenos Aires : Museo de Arte Latinoamericano de Bunos Aires, 2012. [Commissaire].
- "How a Secret Becomes a Myth", in Catalogue Hreinn Friofinnsson: House Project, Hafnarfjörour : Hafnarborg ; Reykjavik : Crymogea, 2012.
- "Guy de Cointet : dessins et documents" [Entretien], in Catalogue Guy de Cointet : dessins & documents, Quimper : Le Quartier, 2011.
- "La Différence entre l’ombre et la lumière", in Catalogue Lionel Estève, Paris : Galerie Emmanuel Perrotin, 2011. p.18-23(eng), p.24-29(fre).
- "Guy de Cointet : dessins et documents" [Entretien], in Catalogue Album 2010-2011, Quimper : Le Quartier, 2011.
- "Interview with Allen Ruppersberg", in Catalogue You and Me or the Art of Give and Take, Santa Monica : Museum of Art, 2009.
- "Du WTC à Final Fantasy, la question de l’échelle chez Heung-Sup Jung", in Catalogue Heung-Sup Jung : objet trouvé, Séoul : Gallery Mark, 2009. 10 p. [fre/kor].
- "De haut en bas et de bas en haut Augustin Lesage et Elmar Trenkwalder, rencontre de deux alchimistes", in Catalogue Augustin Lesage et Elmar Trenkwalder, les inspirés, Lyon : Fage ; Paris : La Maison rouge, 2008. p.15-26(fre), p.29-41(ger).
- [Entretien avec S. Jaffe], S.J., vit et travaille…", in Catalogue Shirley Jaffe, Bignan : Domaine de Kerguéhennec ; Clermont-Ferrand : Frac Auvergne, 2008. p.9-15(eng), p.83-91(fre), p.27-32(eng), p.105-111(fre). [Commissaire en collaboration avec Jean-Charles Vergne. Dir. de publ. et trad.].
- "A l’impromptu de la main gauche", in Catalogue Richard Tuttle : unfold, half-light alphabet, Clermont-Ferrand : Frac Auvergne ; Bignan : Domaine de Kerguéhennec ; Sotteville-lès-Rouen : Frac Haute-Normandie, 2008. 7 p.
- [Entretien], in Catalogue Giuseppe Gabellone, Bignan : Domaine de Kerguéhennec ; Milan : Studio Guenzani ; Paris : Galerie Perrotin, 2008. p.4-17. [Dir. de publ. fre/eng].
- "I always do what I say I’m going to do : Robert Barry, point by point", in Catalogue Robert Barry, Site éd. Michèle Didier, 2008. [Web. eng].
- "L’Expérience et ses paradoxes » [Entretien avec M. Bochner]", in Catalogue Mel Bochner, Bignan : Domaine de Kerguéhennec, 2008. [Commissaire. Dir. de publ. fre/eng].
- "Mel Bochner", in Catalogue Plein Soleil : un été des centres d’art, Arles : Analogues, 2008. p.174-183. [fre/eng].
- [Préface], in Catalogue Harrell Fletcher, Bignan : Domaine de Kerguéhennec, 2008. p.11-13(eng), p.97-100(fre). [Commissaire. Dir. de publ.].
- "Quatre films d’Isabell Heimerdinger", in Catalogue Isabell Heimerdinger, Zurich : JRP/Ringier, 2008.
- "[Entretien avec Jean Moyen]", in Catalogue Fonds régional d’art contemporain Limousin : 1996-2006 troisième époque, Limoges : Frac Limousin, 2007. p.16-21. [fre/eng].
- " Le Numéro que vous avez demandé n’est plus en service, votre appel ne peut aboutir » [Sur Claude Closky]", in Catalogue Made in Dole, Dole : Musée des beaux-arts, 2007. p.14-21.
- "Richard Tuttle, à l’impromptu, et de la main gauche", in Catalogue Richard Tuttle, Düsseldorf : Galerie Schmela ; Berlin : Galerie Brüning, 2007.
- "Chaque jour, je vais au bureau de poste = Every day I go to the Post Office", in Catalogue Jonathan Monk, Bignan : Domaine de Kerguéhennec, 2006. p.9-33(eng), p.35-64(fre). [Dir. de publ.].
- "Un Jardin en enfer = A Garden in Hell", in Catalogue Beatriz Milhazes : avenida Brasil, Bignan : Domaine de Kerguéhennec, 2004. p.99-113(fre), p.117-127(eng). [Dir. de publ.]
- "C’est mieux dans la cour !", in Catalogue Jean-François Maurige, Bignan : Domaine de Kerguéhennec, Montbéliard : Le 19, Centre régional d’art contemporain, 2003. p.5-17. [Dir. de publ. fre/eng].
- "Conversation, 14 avril, juin-juillet 2003", "RTSCHW ou chronique de Step to Entropy", in Catalogue Richard Artschwager, Bignan : Domaine de Kerguéhennec, 2003. p.49-67(fre), p.79-94(eng), p.141-151(fre), p.163-170(eng). [Dir. de publ.]
- "Hotline assistance client", in Catalogue Claude Closky : Hello and Welcome, Bignan : Domaine de Kerguéhennec ; Ibos : Le Parvis, 2003. p. 7-9. [Dir. de publ. fre/eng]
- "Feuille de route", in Catalogue Silvia Bächli, Paris : Paris-Musées, 2002. p.75-83.
- "Le Réel, c’est déjà beaucoup", in Catalogue Best Regards : collection NSM Vie / ABN AMRO, Paris : Ed. du Regard, 2002. 159p.
- "David Shrigley, vandale et moraliste -sur les dix doigts de la main gauche", in Catalogue David Shrigley, Bignan : Domaine de Kerguéhennec, 2002. p.5-15. [Dir. de publ.].
- "Entre la boucle et la spirale",Contes et légendes de ma mémoire et de mon invention ou précis d’antimythologie", in Catalogue Hreinn Friðfinnsson, Bignan : Domaine de Kerguéhennec, 2002. p. 7-15(fre), p.51-56(eng), p.29-42(fre), p.63-74(eng). [Dir. de publ.].
- "More is more", in Catalogue Social Hackers, Helsinki : FRAME : NIFCA, 2001. [non paginé].
- [Textes], in Catalogue Azerty, un abécédaire autour des collections du FRAC Limousin, Paris : Ed. du Centre Pompidou, 2001. [Commissaire].
- "Aernout Mik : Confusing sensations", in Catalogue Post-Nature : Nine Dutch Artists, Eindhoven : Stedelijk Van Abbemuseum ; Rotterdam : NAI publishers, 2001.
- "Claude Closky : More is More", in Catalogue Le Prix Marcel Duchamp 2000, Paris : Adiaf, 2001. p.22-29. [Rapporteur].
- "Mélanges", in Catalogue La Bretagne collectionne l’art de notre temps : les vingt ans du Frac Bretagne, Châteaugiron : Frac Bretagne, 2001. p.44-48.
- "Between the Loop and the Spiral", in Catalogue Hreinn Fridfinnsson, Helsinki : Art Foundation Ars Fennica, 2000. p.61. [Dir. de publ. fre/eng].
- "William Wegman : Before, On, After : Permutations", in Catalogue Collection FRAC Bourgogne, Dijon : Frac Bourgogne, 2000.
- "Le Monde sans son socle", in Catalogue Giuseppe Gabellone, Limoges : Frac Limousin, 2000. p.7-18(fre), p.31-49(eng). [Dir. de publ.].
- "Entretien de Frédéric Paul avec Allen Ruppersberg", in Catalogue Allen Rupersberg, Limoges : Frac Limousin, 1999. p.95-117. [Dir. de publ.].
- "De l’usage de la pâte à modeler et de quelques clichés voisins", in Catalogue Michel François : où je suis, vu du ciel = Where I Am, seen from The Air, Bruxelles : La Lettre volée, 1999. [fre/eng].
- [Texte], in Catalogue Elmar Trenkwalder : peintures, sculptures, dessins, Limoges : Frac Limousin, 1998. p.73, [Dir. de publ.].
- "Faut-il encore faire un dessin ?", "Entretien de Frédéric Paul avec William Wegman", in Catalogue William Wegman : Dessins/Drawings : 1973-1997, Limoges : Frac Limousin, 1997. p.9-40(fre), p.71-96(eng), p.41-70(fre), p.97-115(eng). [Dir. de publ. fre/eng].
- "Une Place pour chaque chose et chaque chose à sa place ou la tentation de l’encyclopédie", in Catalogue Classifictions : Claude Closky, Jac Leirner, Jean-Philippe Lemée, Guy Limone, Lisa Milroy, Hermann Pitz, Stephen Prina, Jean-Jacques Rullier, Rennes : Presses universitaires, 1996. p.17-27.
- "Histoires de collection", in Catalogue Fonds régional d’art contemporain Limousin : 1989-1995 ‘deuxième époque’, Limoges : Frac Limousin, 1996. [Dir. de publ.]
- "De l’usage de la pâte à modeler et de quelques clichés voisins", in Catalogue Michel François : le monde et les bras-Une résidence terrestre, Limoges : Frac Limousin, 1996. [Dir. de publ.].
- "Histoires de collection", in Catalogue Collezioni de Francia : le opere dei Fondi Regionali d’Arte Contemporanea = les oeuvres des Fonds Régionaux d’Art contemporain, Turin : Castello di Rivoli Charta, 1996. p.37-42, [Commissaire].
- "Portrait de l’artiste en larmes ", "John Currin, peintre modèle", in Catalogue John Currin : oeuvres 1989-1995, Limoges : Frac Limousin, 1995. [Dir. de publ.].
- "Mouvement perpétuel, temps clair", in Catalogue Steven Pippin, Limoges : Frac Limousin, 1995. Dir. de publ.].
- "Bill Culbert : Home Sweet Home", in Catalogue Bill Culbert : entre chien et loup, Limoges : Frac Limousin, 1994. [Dir. de publ.].
- "L’Oeuvre que j’ai sous les yeux, l’idée que j’ai en tête", "D’est en ouest et du nord au sud/aller-retour ", "Trois fois rien", in Catalogue Robert Cumming : l’oeuvre photographique = Photographic Works, 1969-1980, Limoges : Frac Limousin, 1994. [Dir. de publ. fre/eng].
- "Paul Pouvreau", in Catalogue Le Legs Caillebotte, Gennevilliers : Galerie municipale Edouard Manet, 1994. p.25.
- "Mogarra : reporter et falsificateur", in Catalogue Triages, St-Benoist-du-Sault : Ed. Tarabuste, 1993.
- "Notes en marge de quelques sculptures", in Catalogue Toni Grand, Paris : Ed. du Jeu de Paume ; Londres : Camden Arts Center, 1993.
- "Le Soleil a rendez-vous avec la lune", in Catalogue Richard Monnier 1977-1992, Limoges : Frac Limousin, 1992. [Dir. de publ. fre/eng].
- "Lynne Cohen : contagion de l’obscurité ", in Catalogue L’Endroit du décor = Lost and found, Limoges : Frac Limousin ; Paris : Hôtel des Arts, 1992. [Dir. de publ. fre/eng].
- "NDLR", in Catalogue Jean-Jacques Le Testu : une hypothèse biographique, Brive : Ed. municipales ; Limoges : Frac Limousin, 1992. [Dir. de publ.].
- "Douglas Huebler est toujours un véritable artiste" ,"Truro, Massachusetts, 11-14 octobre 1992 [entretien avec l’artiste]", in Catalogue Variable, Limoges : Frac Limousin, 1992. [Dir. de publ. fre/eng].
- "Mogarra : reporter et falsificateur, Travers de la chronologie", in Catalogue Joachim Mogarra : 1981-1991, Limoges : Frac Limousin ; Montpellier : Frac Languedoc-Roussillon, 1992. [Dir. de publ. fre/eng].
- "Boyd Webb : vingt ans après", in Catalogue Boyd Webb : 1973-1979, 29 mai-13 juillet 1991, Paris : Temenos éd., 1991. [Commissaire].
- "Une Chose après l’autre, l’une à côté de l’autre", in Catalogue Shirley Jaffe : oeuvres 1983-1991, Brive : Ed. municipales ; Limoges : Frac Limousin ; Valence : Musée, 1991. [Dir. de publ. fre/eng].
- "Bill, William & Prof. Wegman : l’oeuvre fondamentale", in Catalogue William Wegman : l’oeuvre photographique = photographic works : 1969-1976, Limoges : Frac Limousin, 1991. p.15-33, p.177-196. [Dir. de publ. fre/eng].
- "Mystères de la Paonalogie", in Catalogue François Righi. Summa Pavonica, Bourges : association APO ; Limoges : Frac Limousin, 1991. [Dir. de publ.].
- "Un Objet secondaire\/un objet désolé", in Catalogue Boyd Webb : oeuvres : 1988-1990, Brive : Ed. municipales ; Limoges : Frac Limousin ; Londres : British Council, 1990. [Dir. de publ. fre/eng].
- "D’une main toute pareille à l’autre", in Catalogue Jean-Pierre Giard, Grignan : Conservation départementale de la Drôme, 1989.
- "Deux images affrontées", in Catalogue Paul Pouvreau : oeuvres 1980-1989, Limoges : Frac Limousin ; Le Mans : Palais des congrès et de la culture ; Guéret : Ed. municipales, 1989. p.7-42.
- "Question de fonds", in Catalogue Première époque : 1983-1989, Limoges : Frac Limousin, 1989. [Dir. de publ.].
- "La Beauté du scandale – Brèves", in Catalogue Artefact, Bâle : Wiese Verlag, 1988. p.102-109.
- "La Fuite en Egypte", in Catalogue Pérégrinations, Valence : Musée : CRAC, 1987. 5 p.
- "Une Illusion d’optique", in Catalogue Jean Stern, Saint-Fons : Centre d’arts plastiques, 1987. 2 p.
- "La Distance observée : des rapports de la sculpture et du paysage, ou de l’absence d’aucun rapport", in Catalogue Jean Noël, Dominique Bailly, Valence : Musée, 1987. 7 p.
- "La Possibilité d’une possibilité", in Catalogue Jean Stern, Genève : Halle Sud ; Madrid : Galerie Estampa ; Sion : Musées cantonaux du Valais, 1987. p.20-29.
- "Survoler de petits territoires : de la miniature en particulier et des petits formats en général", in Catalogue Frac Rhône-Alpes, Lyon : Frac Rhône-Alpes, 1986.
- "L’Ordinaire du rêve : les gravures sur rhodoïd de Sylvie Dupin", in Catalogue Sylvie Dupin, Venissieux : Ed. municipales, 1986.
- [Texte], in Catalogue Jean-Pierre Giard, Lyon : Galerie Verrière, 1985[10].